# Ratolí de peus grossos de Bastard
El ratolí de peus grossos de Bastard (Macrotarsomys bastardi) és una espècie de rosegador de la família dels nesòmids. És endèmic de Madagascar, on viu a altituds d'entre 0 i 915 msnm. Es tracta d'un animal nocturn i terrestre. El seu hàbitat natural són els boscos espinosos i els boscos caducifolis secs, tot i que també pot viure en zones no boscoses altament modificades. Està amenaçat pels incendis forestals.
L'espècie fou anomenada en honor del naturalista i explorador francès Eugène Joseph Bastard.